# Plectroctena mandibularis
Plectroctena mandibularis är en myrart som beskrevs av Smith 1858. Plectroctena mandibularis ingår i släktet Plectroctena och familjen myror. Inga underarter finns listade i Catalogue of Life.

## Bildgalleri

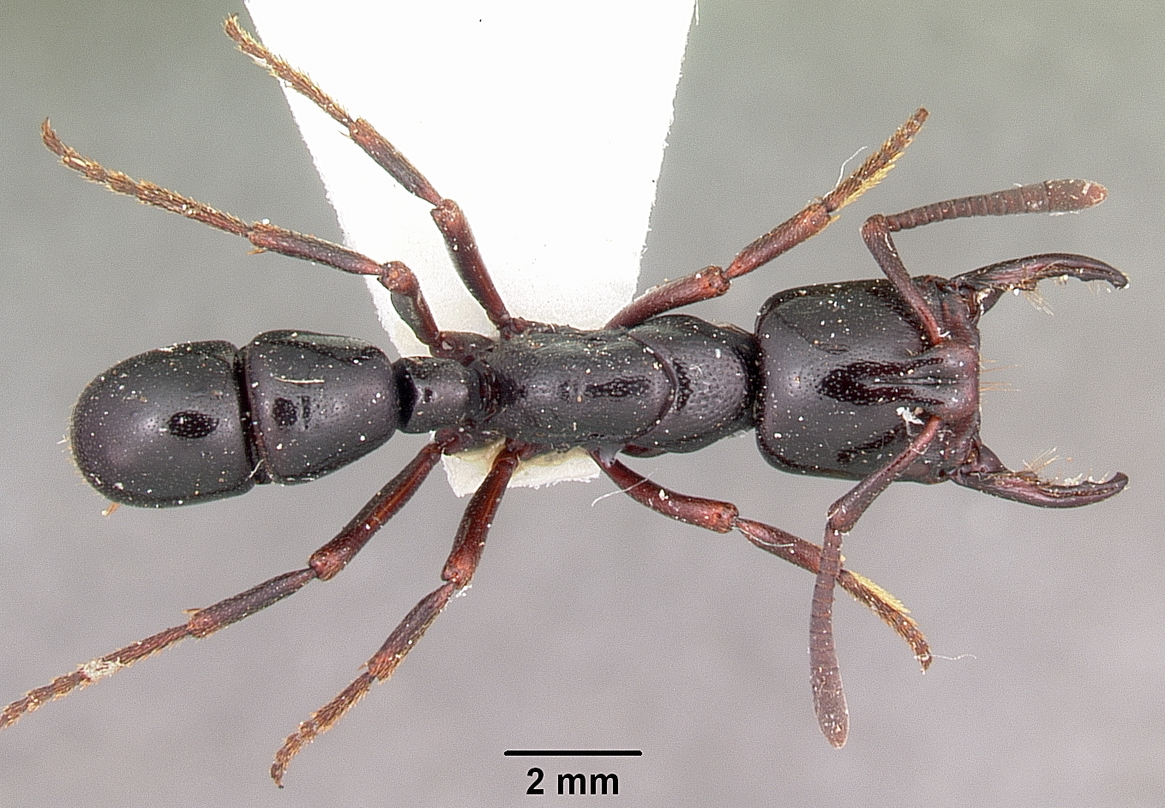
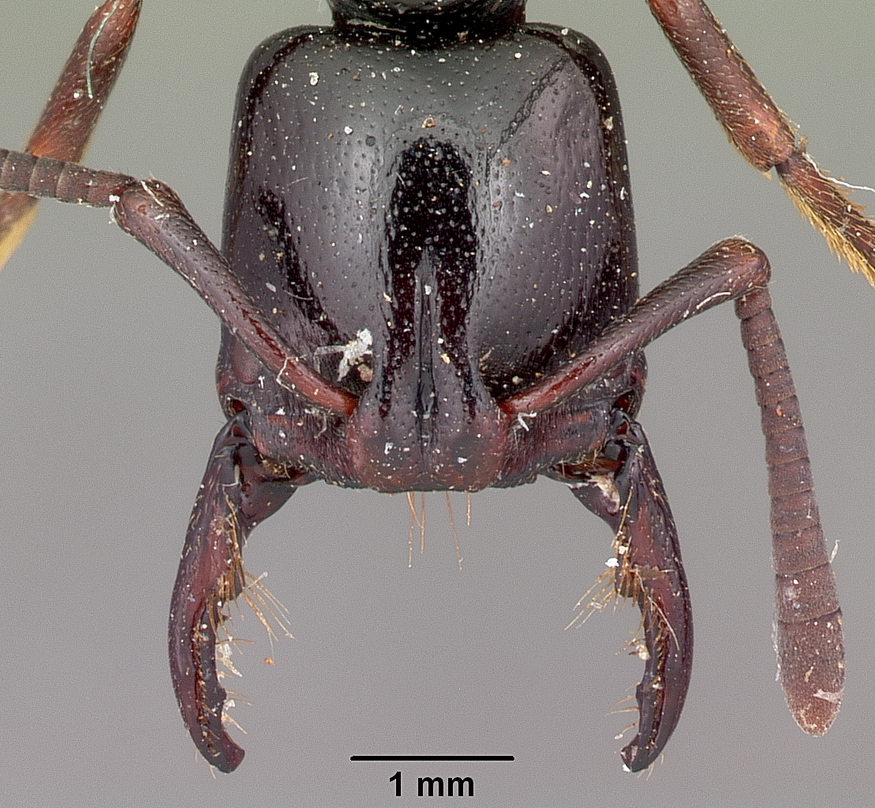
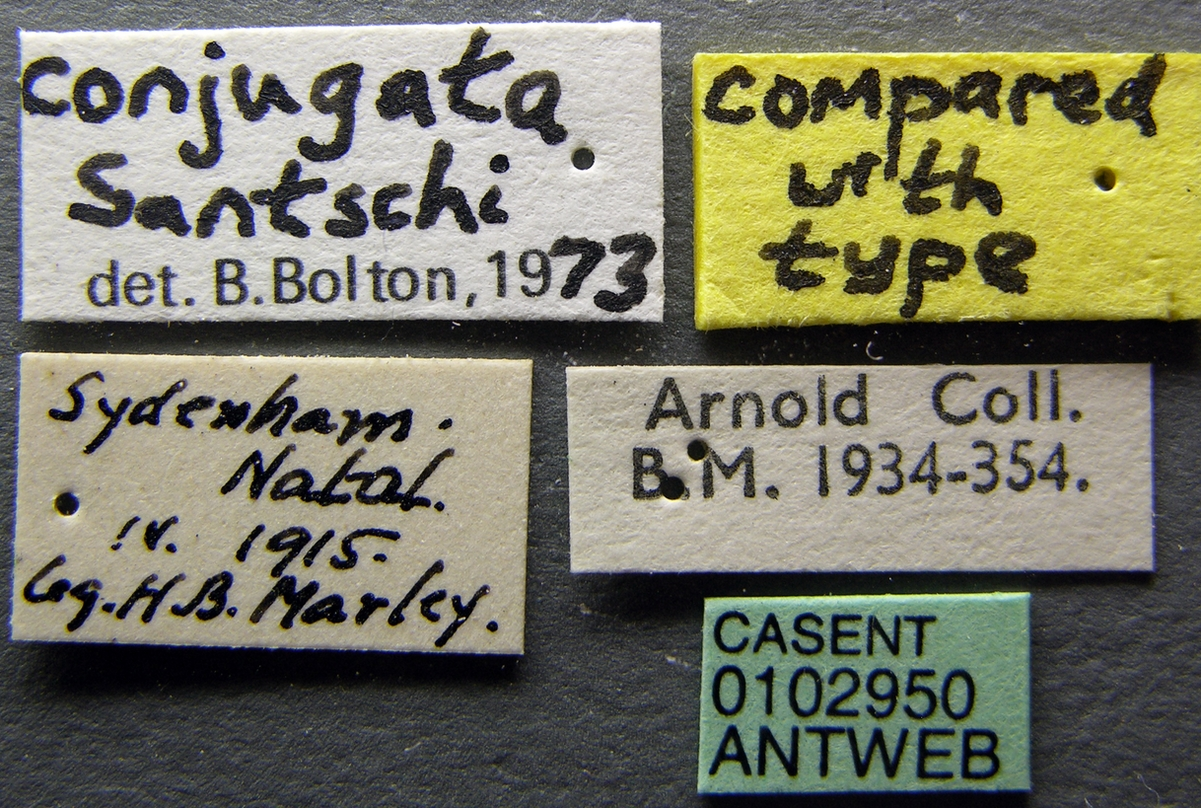
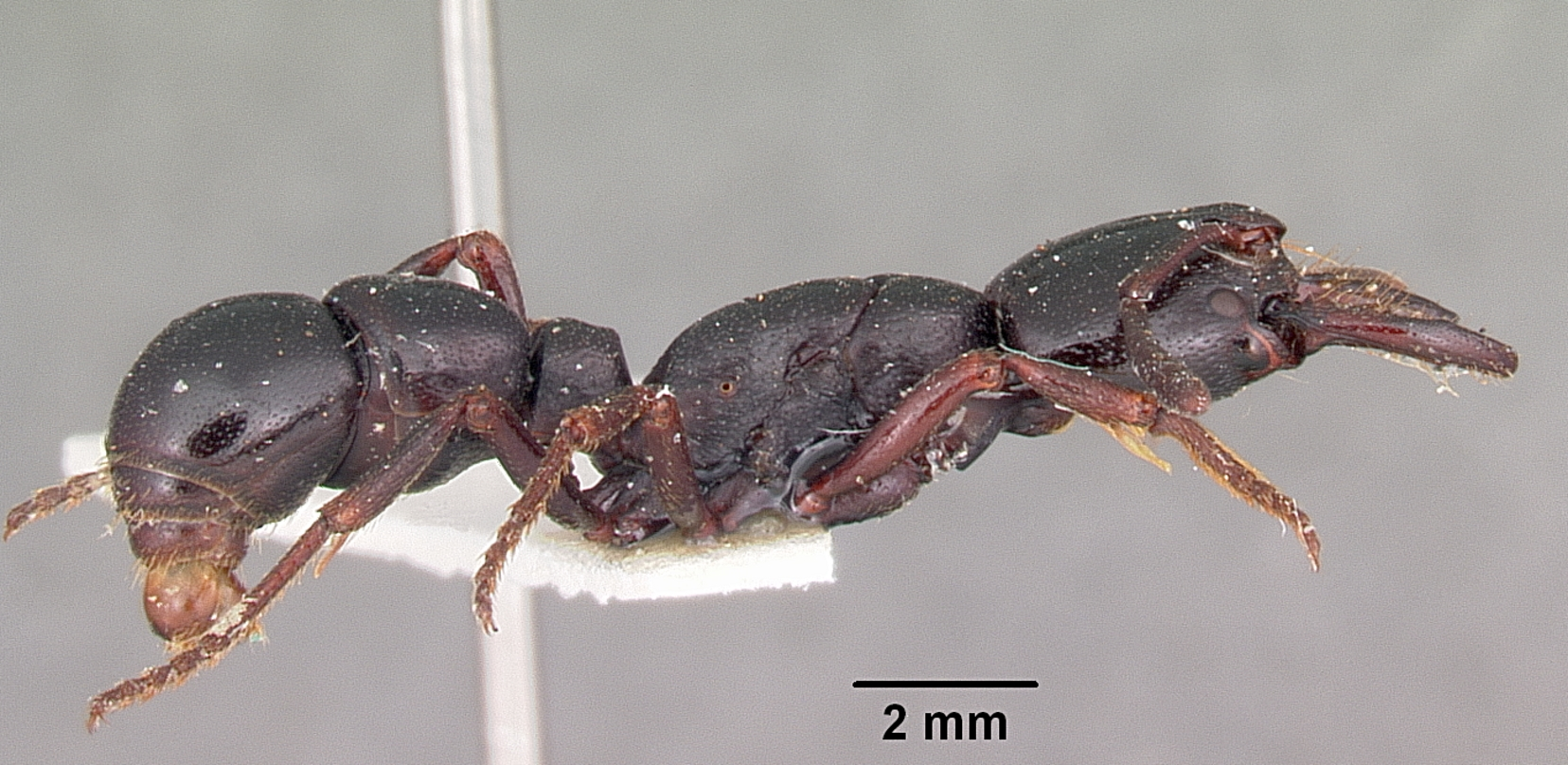
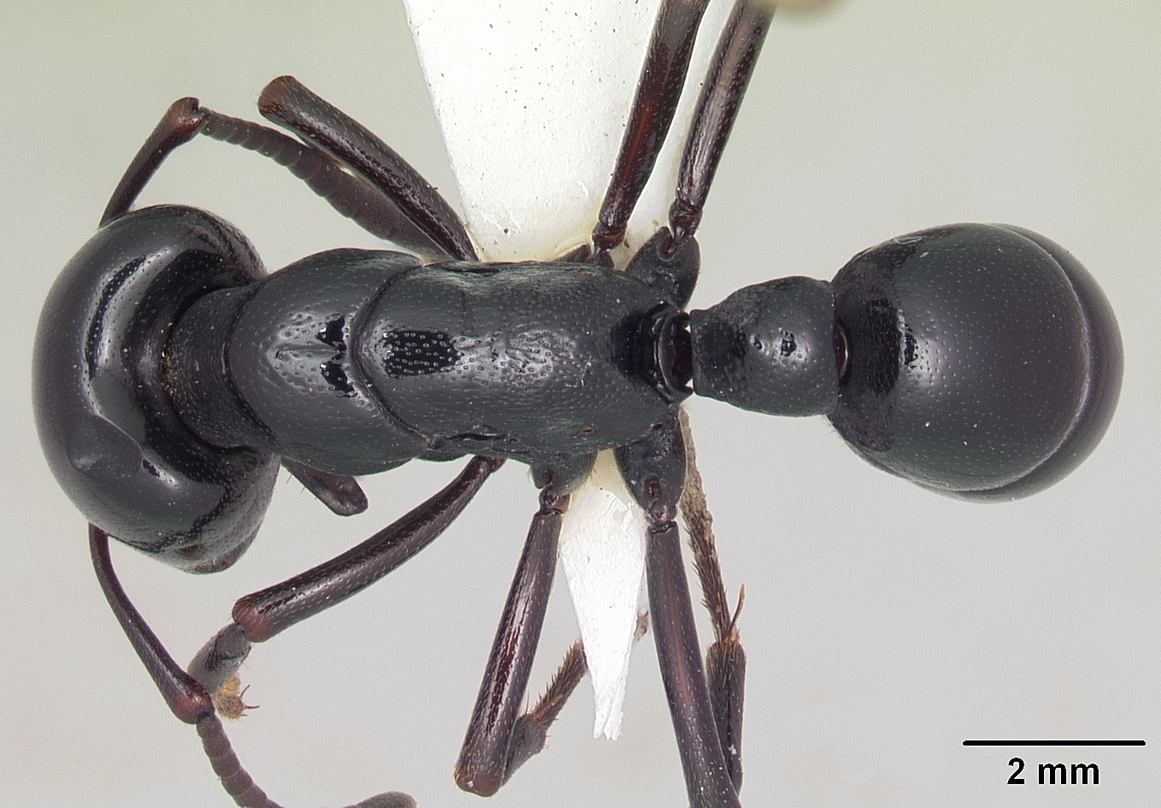
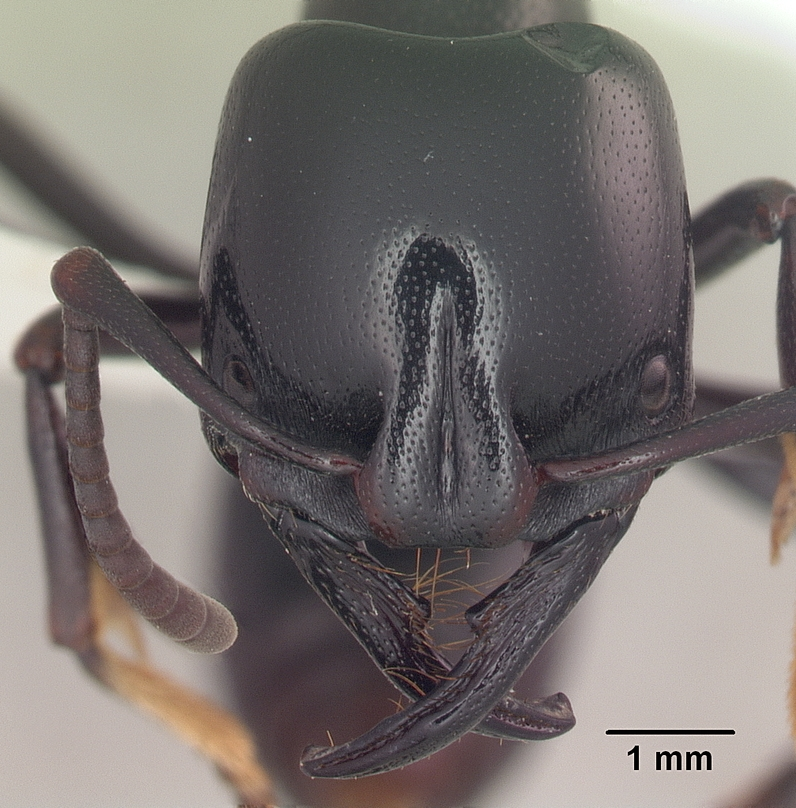